# One Way (album 1TYM)
One Way – piąty album studyjny południowokoreańskiego zespołu 1TYM. Został wydany 1 listopada 2005 roku nakładem wytwórni YG Entertainment. Sprzedał się w liczbie 34 119 egzemplarzy (stan na 2005 rok).

## Lista utworów
Źródło.
1. "One Way"
2. "Niga nal al-eo?" (kor. 니가 날 알어?)
3. "Eojjeolgeopnikka?" (kor. 어쩔겁니까?)
4. "Myeoch beonina" (kor. 몇번이나)
5. "The Instruction (Interlude)"
6. "Wiheomhae" (kor. 위험해)
7. "Summer Night" (Feat. Big Mama Lee Young-hyun)
8. "Can't Let U Go"
9. "Take it Slow" (Danny Solo)
10. "Supa Funk" (Feat. Song Baek-kyoung)
11. "Get Them Hands Up"
12. "How It Go"
13. "Outro (Hippy To Da Hoppa)"
14. "Niga nal al-eo" (kor. 니가 날 알어) (Inst.)

## Skład zespołu
- Teddy Park
- Danny Im
- Oh Jin-hwan
- Song Baek-kyoung

## Notowania
| Lista                                   | Najwyższa pozycja |
| --------------------------------------- | ----------------- |
| Recording Industry Association of Korea | 4 (Monthly Chart) |